# A Gangster and a Gentleman
A Gangster and a Gentleman – wydany 9 czerwca 2002 debiutancki album amerykańskiego rapera Stylesa. Wydany po sukcesie trzech składanek Ruff Ryders i dwóch albumów The Lox. Styles P jest drugim członkiem The Lox, który wydał swój solowy album (po Jadakissie z "Kiss tha Game Goodbye"). Singiel "Good Times" stał się przebojem lata 2002.
11 października 2002 został zatwierdzony jako złoto przez RIAA.

## Lista utworów
| #  | Tytuł                        | Autorzy                                                                               | Producent(ci)                   | Występujący                             |
| -- | ---------------------------- | ------------------------------------------------------------------------------------- | ------------------------------- | --------------------------------------- |
| 1  | "Intro"                      |                                                                                       | Styles P                        | Skit                                    |
| 2  | "Good Times"                 | D. Styles, K. Dean, M. McCleod, P. Sawyer, R. Hankerson                               | Saint Denson, Swizz Beatz       | Styles P                                |
| 3  | "Y'all Know We in Here"      | D. Styles, A. Fields                                                                  | P. Killer Trackz, Swizz Beatz   | P. Killer Trackz, Styles P              |
| 4  | "A Gangster and a Gentleman" | D. Styles, A. Maman                                                                   | The Alchemist                   | Styles P                                |
| 5  | "Black Magic"                | D. Styles, A. Maman, A. Smith                                                         | Alchemist                       | Angie Stone, Styles P                   |
| 6  | "Daddy Get the Cash"         | D. Styles, D. Stinson, R. Grant, J. Johnson, D. McNeil                                | DJ Twinz, Rockwilder            | Lil' Mo, Styles P                       |
| 7  | "Lick Shots"                 | D. Styles, S. Jacobs, J. Phillips, J. Hood, K. Dean                                   | Swizz Beatz                     | J-Hood, Jadakiss, Sheek Louch, Styles P |
| 8  | "And I Came To..."           | D. Styles, S. Jacobs, E. Jeffers, K. Dean                                             | Swizz Beatz                     | Eve, Sheek Louch, Styles P              |
| 9  | "Get Paid"                   | D. Styles, L. Lunnon                                                                  | Mr. Devine                      | The Brodhead Kids, Styles P             |
| 10 | "Ass Bag (Skit)"             |                                                                                       |                                 | Skit                                    |
| 11 | "I'm a Ruff Ryder"           | D. Styles, A. Fields                                                                  | P. Killer Trackz                | Jadakiss, Styles P                      |
| 12 | "Soul Clap"                  | D. Styles, M. Gomez, R. Mickens, C. Smith, D. Thomas, R. Westfield, R. Bell, G. Brown | DJ Shok                         | Styles P                                |
| 13 | "We Thugs (My Niggas)"       | D. Styles, E. Shaw, K. Ifill, R. Kimball, S. Lukather                                 | DJ Clue, DURO                   | Jadakiss, Sheek Louch, Styles P         |
| 14 | "Styles"                     | D. Styles, A. Fields                                                                  | P. Killer Trackz                | Jadakiss, Styles P                      |
| 15 | "Barbershop (Skit)"          |                                                                                       |                                 | Skit                                    |
| 16 | "Listen"                     | D. Styles, D. Thornton, M. Hodges, A. Green                                           | Tank                            | Styles P                                |
| 17 | "Niggas Flippin' (Skit)"     |                                                                                       |                                 | Skit                                    |
| 18 | "Y'all Don't Wanna Fuck"     | D. Styles, J. Grinnage, E. Murray, F. Crum                                            | Tuneheadz                       | M.O.P, Styles P                         |
| 19 | "Shit Done Changed (Skit)"   |                                                                                       |                                 | Garf                                    |
| 20 | "Nobody Believes Me"         | D. Styles, M. Gomez                                                                   | DJ Shok                         | Cross, J-Hood, Sheek Louch, Styles P    |
| 21 | "Dedication (Skit)"          |                                                                                       |                                 | Skit                                    |
| 22 | "My Brother"                 | D. Styles, L. Lunnon, D. Grusin                                                       | Mr. Devine                      | Styles P                                |
| 23 | "Outro"                      | D. Styles                                                                             | Jay "Icepick" Jackson, Styles P | Skit                                    |
| 24 | "The Life" (utwór dodatkowy) |                                                                                       | Ayatollah                       | Pharaohe Monch, Styles P                |

## Sample
Good Times
- "I Get High (On Your Memory)" (Freda Payne)

Black Magic
- "Maybe It's Love This Time" (The Stylistics)

Daddy Get That Cash
- "Spend It on Love" (Side Effect)

Soul Clap
- "Soul Vibrations" (Kool & the Gang)

We Thugs (My Niggas)
- "Good for You" (Toto)

Listen
- "Love & Happiness" (Al Green)

My Brother
- "St. Elsewhere Main Title" (Dave Grusin)

The Life
- "The Long and Winding Road" (Aretha Franklin)

## Album na listach
| Rok  | Album                      | Listy         | Listy                  | Listy |
| ---- | -------------------------- | ------------- | ---------------------- | ----- |
| Rok  | Album                      | Billboard 200 | Top R&B/Hip Hop Albums |       |
| 2002 | A Gangster and a Gentleman | 6             | 2                      |       |

## Single na listach
| Rok  | Utwór      | Listy             | Listy                            | Listy           | Listy           |
| ---- | ---------- | ----------------- | -------------------------------- | --------------- | --------------- |
| Rok  | Utwór      | Billboard Hot 100 | Hot R&B/Hip-Hop Singles & Tracks | Hot Rap Singles | Rhythmic Top 40 |
| 2002 | Good Times | 22                | 6                                | 8               | 156             |
| 2002 | The Life   | –                 | 66                               | –               | –               |